# 10cc
10cc é uma banda britânica de art rock famosa na década de 1970.
A banda era inicialmente formada por quatro músicos que já tinham composições em parceria e que  gravaram juntos por cerca de três anos sob o nome de Hotlegs, inclusive tendo lançado um single de grande repercussão chamado de Neandertal Man, até assumirem o nome "10cc" em 1972.
Em 1975, o grupo atingiu o seu maior sucesso com a canção I'm Not in Love além de outros hits como: Silly Love, Wall Street Shuffle e Dreadlock Holiday.
Desde 1999, Gouldman tem feito uma turnê com uma versão da banda formada por Rick Fenn, Paul Burgess, Mick Wilson, Mike Stevens e/ou Keith Hayman, com aparições ocasionais convidado por Kevin Godley. O grupo lançou duas turnês nacionais no Reino Unido e Europa, tocando os sucessos do 10cc, além de composições de Gouldman que foram sucessos na voz de outros artistas.

## Membros
- Graham Gouldman
- Eric Stewart
- Kevin Godley
- Lol Creme

## Discografia

### Álbuns de estúdio
- 10cc (1973)
- Sheet Music (1974)
- The Original Soundtrack (1975)
- How Dare You! (1976)
- Deceptive Bends (1977)
- Bloody Tourists (1978)
- Look Hear? (1980)
- Ten Out of 10 (1981)
- Windows in the Jungle (1983)
- Meanwhile (1992)
- Mirror Mirror (1995)

### Álbuns ao vivo
- Live and Let Live (1977)
- 10cc in Concert (1981)
- 10cc Alive (1993)
- King Biscuit Flower Hour (1996)
- Live (2000)
- Alive: The Classic Hits Tour (2002)
- The Best of 10cc Live (2007)

### Compilações
- 100cc: The Greatest Hits of 10cc (1975)
- Greatest Hits 1972-1978 (1979)
- Changing Faces: The Very Best of 10cc and Godley and Creme  (1987)
- The Very Best of 10cc (1997)
- Strawberry Bubblegum (2003)
- Greatest Hits ... And More (2006)

### Trilhas Sonoras
- Ready to go home - Novela "História de Amor" - 1995 - Rede Globo.[1]